# Palácio Cristo Rei
O Palácio Cristo Rei é um prédio brasileiro localizado em São Luís, capital do estado do Maranhão. Tombado pelo Iphan, o Palácio Cristo Rei é um sobrado de três pavimentos construído em 1838. Possui  características de um barroco tardio e um imponente jardim. Está situado no Largo dos Amores (Praça Gonçalves Dias) e foi construído pelo arquiteto Manoel José Pulgão. Teve como primeiros donos o comendador José Joaquim Teixeira Vieira Belfort e sua esposa. É umas das atrações do Centro Histórico de São Luís.

## Histórico
Foi sede de diversas instituições de ensino ao longo dos anos. Em 1920, o Bispo Diocesano comprou o sobrado, que passou a ser, respectivamente, nos anos 30, a sede da Escola de Jesuítas, da Escola de Aprendizes marinheiros e da Escola Normal do Estado. Foi sede do Arcebispado, a partir de 1953, quando recebeu a denominação que traz até hoje. Posteriormente, foi cedido à Fundação Paulo Ramos para abrigar a Faculdade de Filosofia do Estado do Maranhão, formando bacharéis e licenciados em História, Geografia, Letras e Filosofia. Comprado pela Universidade Federal do Maranhão na década 70, passou a abrigar a sede da reitoria.
Em outubro de 1991, o prédio quase foi destruído por um incêndio, tendo sido restaurado, e passando a receber um memorial para resgatar e preservar a história, as relíquias e os tesouros patrimoniais e arquitetônicos da UFMA (Memorial Cristo Rei). Conta também com espaço para exposições de arte e um auditório para 90 lugares.